# Hirschtanz

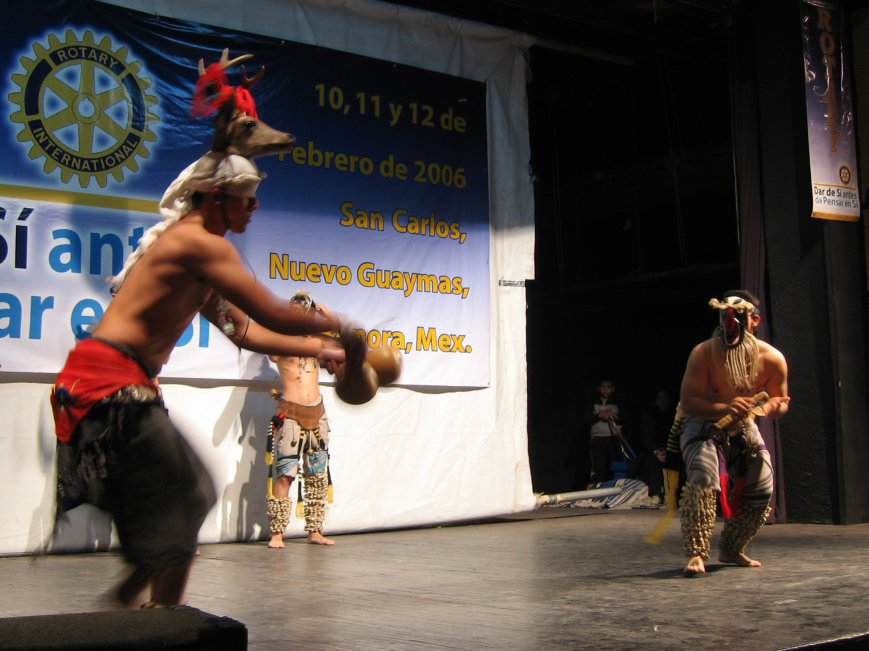
Hirschtanz der Yaqui in Sonora und Sinaloa

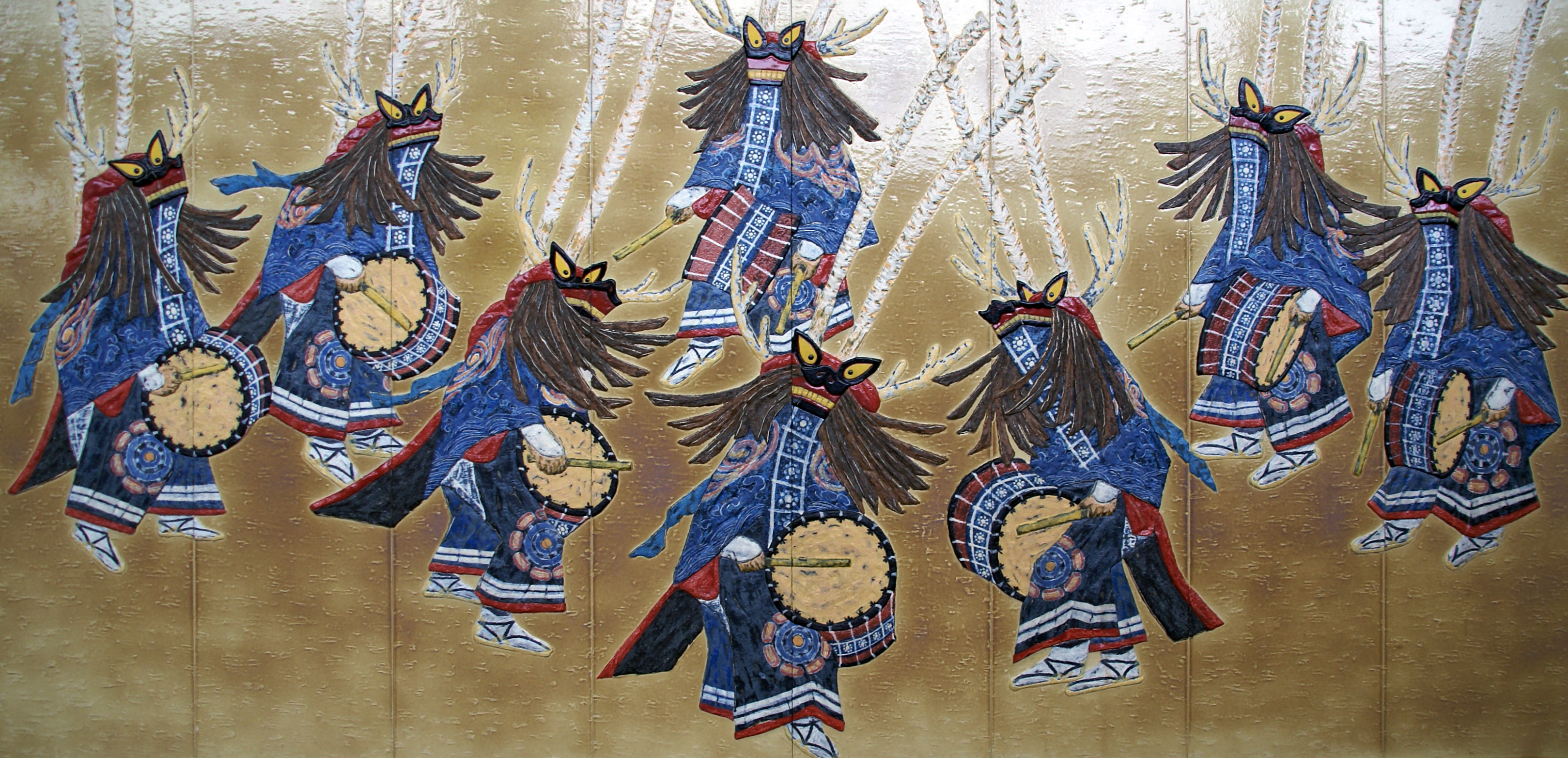
Hirschtanz in Hanamaki, Japan

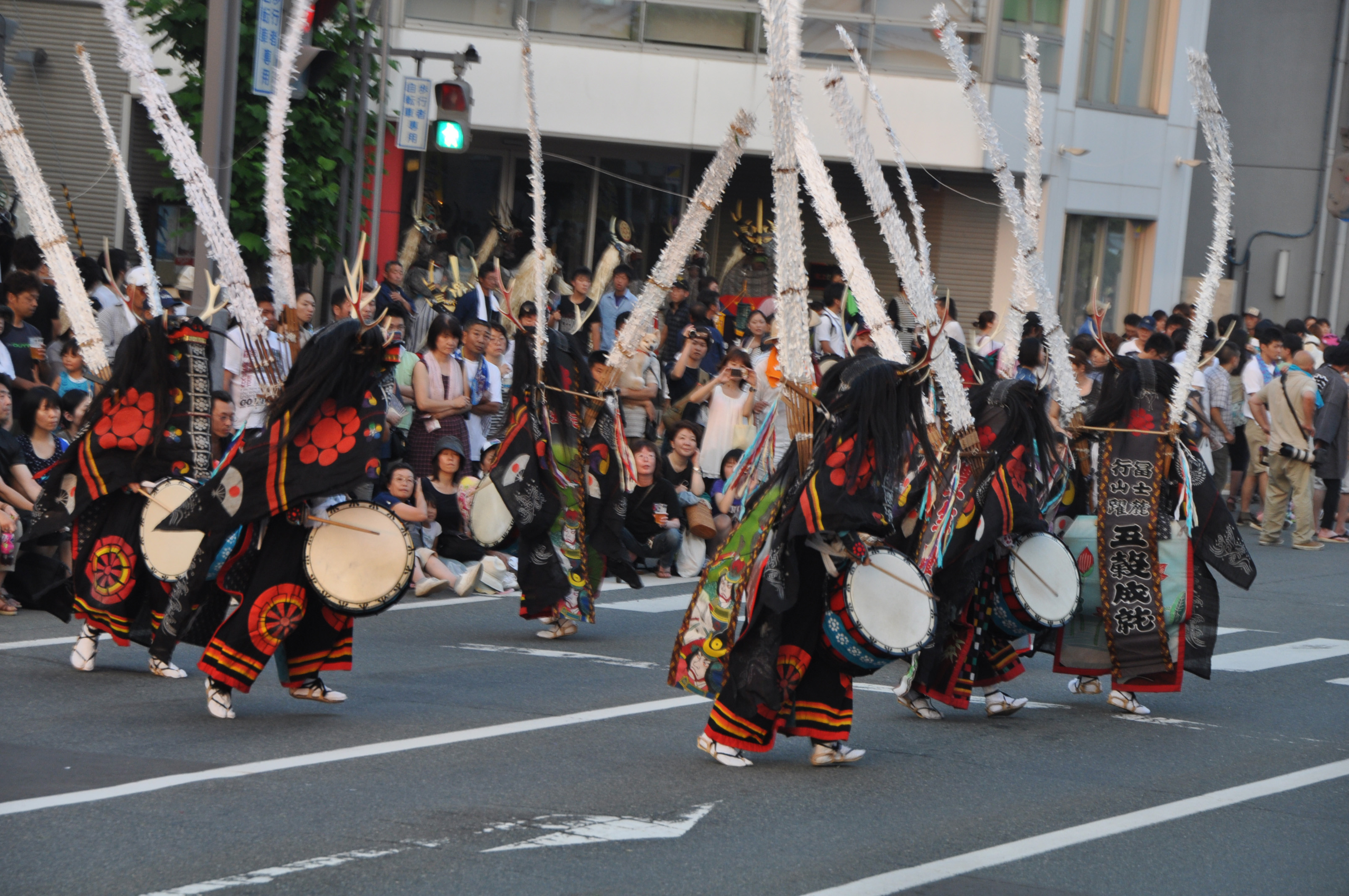
Hirschtanz aus Ōshū, Japan beim Kitakami Michinoku Geinō Matsuri

Der Hirschtanz (engl.: Deer Dance) ist ein Volkstanz, dargeboten von als Hirschen verkleideten Tänzern.

## Amerika

### Vereinigte Staaten
Der Hirschtanz ist Teil der Kultur der Cheyenne, die jenen in früheren Zeiten im Vorfeld eines Krieges aufführten.

### Zentralamerika
Die Yaqui in Sonora und Sinaloa praktizieren den Hirschtanz auch heute noch.

## Asien

### Indien
Der „Manattam“ ist Teil der Regionalkultur von Tamil Nadu.

### Japan
In Japan, hauptsächlich in den Präfekturen Iwate und Miyagi im Nordosten des Landes, gibt es ebenfalls einen Hirschtanz (jap: 鹿踊(り), shishi odori). Dieser wird in Gruppen von acht bis zwölf Mitgliedern zu Trommelrhythmen aufgeführt. Er wird als Variante des aus China stammenden Löwentanzes (ebenfalls shishi odori, häufiger shishimai) gesehen.
Im südjapanischen Uwajima gibt es zudem einen „Tanz der acht Hirsche“ (八つ鹿踊り, yatsushika odori) bzw. „Tanz der fünf Hirsche“  (五つ鹿踊り, itsushika odori), der 1615 von dem aus dem Lehen Sendai (das sich über Miyagi und Teile Iwates erstreckte) stammenden Daimyō Date Hidemune dort eingeführt wurde, nachdem er Uwajima erhielt.